# Johan Nel
Johan Nel (* 1990) ist ein südafrikanischer Mörder und Rechtsextremist. Er ist weiß und gehört zur Volksgruppe der Buren. Weil seine Taten rassistisch motiviert waren und seine Opfer ausschließlich schwarze Südafrikaner waren, erhielt er von den Medien den Beinamen Racist Killer (Rassistischer Mörder).
Am 14. Januar 2008 ermordete der zum Tatzeitpunkt 17-jährige Nel vier schwarze Südafrikaner in der informellen Siedlung Skierlik nahe seinem Heimatort Swartruggens. Hierfür wurde er im November 2008 zu einer viermaligen lebenslangen Freiheitsstrafe in einem Hochsicherheitsgefängnis verurteilt, was nach südafrikanischem Recht eine Gesamthaftdauer von mindestens 169 Jahren nach sich zieht. Außerdem wurde er wegen versuchten Mordes in zehn Fällen zu weiteren 68 Jahren, wegen illegalen Waffenbesitzes zu weiteren fünf Jahren und wegen des illegalen Besitzes von Munition zu weiteren drei Jahren Gefängnis verurteilt, so dass sich seine Gesamthaftstrafe auf 245 Jahre summiert.

Nel verbüßte seine Haftstrafe zunächst im Ramochana Prison in Rustenburg. Im März 2012 wurde er ins Katuma Sinthumule Maximum Prison von Venda in der Provinz Limpopo verlegt. Er ist unter derart strengen Haftbedingungen inhaftiert, dass er keine privaten Besuche empfangen darf. Nach 25 Jahren Haft wird er erstmals die Möglichkeit erhalten, eine Hafterlassung zur Bewährung zu beantragen. Es wird aber davon ausgegangen, dass er bis zu seinem Lebensende in Haft bleiben wird.

## Tathergang und Opfer
Am 14. Januar 2008 fuhr Nel in militärischer Tarnkleidung und mit einem Jagdgewehr seines Vaters in seinem Pick-up nach Skierlik nahe seinem Heimatort Swartruggens, der 56 km westlich von Rustenburg liegt, und stellte das Fahrzeug neben dem Spaza shop der informellen Siedlung ab. Er begab sich entlang einer Straße in die Siedlung und begann sofort damit, auf jeden zu schießen, den er zu Gesicht bekam. Während er schoss, rief er laut Augenzeugenberichten wiederholt „Kaffer“, was in Südafrika eine Beleidigung für Angehörige der schwarzen Bevölkerungsgruppen des Landes ist.

Nachdem er vier Menschen getötet hatte, konnte er aufgrund der Tatsache, dass mittlerweile fast alle Einwohner von Skierlik vor ihm geflohen waren oder sich versteckt hatten, kaum noch jemanden antreffen. Er verließ die informelle Siedlung und bewegte sich durch den Busch zurück zu seinem nahegelegenen Wohnort Swartruggens. Sein Fahrzeug ließ er in Skierlik zurück. In Swartruggens wurde er kurze Zeit später von der Polizei festgenommen.
 Laut einigen Augenzeugen erschoss Nel auf seinem Fußmarsch nach Swartruggens auf dem Gelände einer Straußenfarm noch einen Vogel Strauß, nachdem er den Landbesitzer um zusätzliche Munition gebeten hatte und ihm dies verwehrt worden war.

Während seiner Tat, die Züge eines Amoklaufs hatte, tötete er Sivuyile Peyi (37), Annah Moiphitlhi (31) und deren drei Monate alte Tochter sowie den zehnjährigen Tshepo Motshelanoka. Acht weitere Personen wurden durch Nel zum Teil erheblich verletzt. Zu den Verletzten zählt unter anderem der damals dreijährige Onkarabile Lottering, der seitdem halbseitig gelähmt ist. Zu den Opfern hatte Nel keinen persönlichen Bezug.

## Gerichtsprozess
Während seines Gerichtsprozesses offenbarte Nel rassistische Gründe für seine Taten und „Hass auf Schwarze“, die „keine Menschen“ seien. Er bekannte sich in allen Anklagepunkten für schuldig. Bei seiner Verurteilung zeigte er keinerlei Emotionen.
Im Verlauf des Prozesses gab er an, 2003 von einem schwarzen Südafrikaner mit einer Sichel attackiert worden zu sein. Bereits 2001 sei bereits sein Bruder von einer Gruppe schwarzer Südafrikaner angegriffen worden. Wie Nel weiter ausführte, habe er am Sonntag vor seiner Tat gehört, dass Schwarze in das Haus eines Freundes eingebrochen seien und dabei Gas in das Zimmer geleitet hätten, in dem sich dieser mit seiner Frau und ihrem kleinen Kind befunden hätte. Einen Tag vor seiner Tat habe es einen weiteren Übergriff auf eine ihm bekannte Farmerfamilie gegeben.

## Sonstiges
Während des Gerichtsprozesses gegen Johan Nel erhielten der vorsitzende Richter Ronald Hendricks und die anklagenden Staatsanwälte rund 50 Morddrohungen, die von Mitgliedern der weißen Minderheit in Südafrika ausgingen. Der Richter und die Staatsanwälte erhielten deshalb fortwährenden Polizeischutz.

Im Februar 2012 heiratete Nel im Gefängnis mit damit einhergehenden kurzfristigen Lockerungen seiner Haftbedingungen im Beisein seiner Eltern die 18-jährige Maryna Naudé.
Am 16. Juni 2012, rund viereinhalb Jahre nach der Tat, besuchte Nels Familie erstmals offiziell und im Zusammenhang mit den Morden die informelle Siedlung Skierlik. Dies sollte die Beziehung zwischen den Einwohnern und den ortsansässigen weißen Farmern verbessern.

## Rezeption
Im Zuge des Gerichtsprozesses gegen Nel kam in Südafrika verstärkt die Diskussion auf, ob die Todesstrafe wieder eingeführt werden sollte. Vor dem Gerichtsgebäude kam es zu Tumulten, während der die Angehörigen der Opfer und zahlreiche weitere Personen Parolen wie Kill the boer, kill the farmer (Tötet die Buren, tötet die Farmer) skandierten.
Das Gerichtsgebäude in Swartruggens musste während des Prozesses von einem schwer bewaffneten großen Polizeiaufgebot bewacht werden. Nel musste in einem gepanzerten Fahrzeug zum Gerichtsgebäude bzw. von dort fortgebracht werden, das von Demonstranten mit Steinen, Dosen und anderen Gegenständen beworfen wurde. Während eines der ersten Verhandlungstage gelang es den Demonstranten, den Haupteingang des Gerichtsgebäudes zu stürmen, woraufhin sie von der Polizei gewaltsam zurückgeschlagen werden mussten. Danach wurden die Sicherheitsmaßnahmen enorm verstärkt.
Insgesamt rückte die Tat und der folgende Prozess gegen Nel die ethnischen Spannungen Südafrikas und die tiefgründigen Nachwirkungen der Apartheid ins Bewusstsein einer breiten Öffentlichkeit.
 Während die rassistische Motivation Nels für die Morde in der Öffentlichkeit praktisch von Anfang an akzeptiert wurde, kristallisierten sich im Zuge der allgemeinen Aufarbeitung des Vorfalls unterschiedliche Meinungen zum südafrikanischen Rassismus heraus.

Sämtliche politischen sowie sozialen Instanzen und Würdenträger Südafrikas betonten zwar einheitlich, dass Morde generell verabscheut würden, wobei es unerheblich sei, wer wen ermorde und welcher Ethnie der Mörder bzw. das Opfer angehöre. Trotzdem sorgte aber insbesondere ein Vorstoß seitens der weißen Minderheit Südafrikas für Diskussionsstoff, wonach Morde an weißen Mitbürgern durch Schwarze im Land seinerzeit nicht gleichermaßen Aufsehen erregen würden, obwohl dies ebenso sehr regelmäßig vorkomme.

Im Zuge der Aufarbeitung der Morde kamen auch zahlreiche weitere rassistische Ausfälle seitens der weißen Minderheit Südafrikas ans Licht, wie zum Beispiel ein offen rassistisch geprägtes Amateurvideo von weißen Studenten der University of the Free State (UFC), das kurz nach den Morden von Skierlik in Umlauf geraten war und in dem schwarze Südafrikaner unter anderem mit Hunden gleichgestellt wurden. Das Video war zuvor für lange Zeit sogar im Intranet der Universität verfügbar gewesen.